# Zurna
El zurna,(en armenio: զուռնա, zuṙna, en armenio antiguo: սուռնա suṙna, en turco: zurna, en turco Otomano: ﺯﻮﺭﻧﺎ zurnā) zourna, zorna, zurla, zokra, surnay, surnai, zamr, zamour o mizmar, karamouza, chirimía o dulzaina, es un instrumento de viento de lengüeta doble de la gran familia de los oboes. En África del Norte, es reconocido con los siguientes nombres: algaita, ghaita, rajta, rhaita, etc.
En general casi todas las obras que tratan sobre este instrumento insisten en que el término armenio zuṙna o el turco zurna deriva etimológicamente del persa ﺳﺮنﺎ  surnā(y) de "سور" (sūr - fiesta, banquete) نای (nāy - caña, flauta), sin embargo, como veremos, no deja de ser etimología popular.
En realidad hay fuentes muchísimo más antiguas que las persas[¿cuál?] para el rastreo etimológico de zuṙna que nos lleva a la época del imperio hitita. El término fue encontrado en los jeroglíficos luvitas como śurna, la etimología de esta palabra es clara, sin embargo no es seguro como debería sonar sí śurna o surna.  Deriva  del antiguo Indo-Europeo *korn-, del cual en latín cornu, en griego κέρας etc.. Se conoce también una forma vestigial  en cuneiforme luvita, donde esta registrada como SI-na-, con el sumerograma SI equivalente a “cuerno”, y la terminación –na- asumiendo la forma  de finalización de palabra se puede leer como: śurna.
La palabra en esta forma es desconocida en hitita, donde sin embargo encontramos la palabra karawar  con el mismo significado. Esta palabra se escribe con el mismo sumerograma de la siguiente manera:  SI-ar. Tanto la palabra luvita como la hitita son en última instancia similares y provienen ambos de la misma raíz, del antiguo Indo-Europeo *k-r-n/w.

El zurna está extendido notablemente en Turquía, en Irán, en Siria, en Irak, en el Líbano, en Egipto, en el Magreb, en el Níger, así como en Azerbaiyán, en Armenia, en Grecia (también conocido como pipiza y karamouza) y en los Balcanes. Una variación importante es el suona, de China. También existen variaciones en otros lugares de Extremo Oriente, en Asia central y Sudeste y en la India.
En la época del Imperio otomano, debido a su considerable sonoridad, este instrumentos se utilizan dentro de la música militar de los jenízaros: las mehter (bandas militares otomanas).